# Zenyatta Mondatta
A Zenyatta Mondatta a The Police harmadik albuma, megjelent 1980-ban. Címe több elemből tevődik össze (szóösszerántás), „hivatalos” magyarázat híján a rajongók többféle megoldást is kitaláltak. A mindkét szó végén ismétlődő atta az előző albumra utal. Az első szóban a zen vallás, vagy a zenit szó sejthető. A yatta esetleg Jomo Kenyattára, a Mau Mau vezetőjére utal. A második szóban talán a francia monde (világ) rejtőzik. 

## Számok
1. Don't Stand So Close to Me (Sting) – 4:04
2. Driven to Tears (Sting) – 3:20
3. When the World Is Running Down, You Make the Best of What's Still Around (Sting) – 3:38
4. Canary in a Coalmine (Sting) – 2:26
5. Voices Inside My Head (Sting) – 3:53
6. Bombs Away (Copeland) – 3:09
7. De Do Do Do, De Da Da Da (Sting) – 4:09
8. Behind My Camel (Summers) – 2:54
9. Man in a Suitcase (Sting) – 2:19
10. Shadows in the Rain (Sting) – 5:02
11. The Other Way of Stopping (Copeland) – 3:22

## Helyezései a slágerlistákon
Az album – Billboard (Észak-Amerika)
| Év   | Lista             | Helyezés |
| ---- | ----------------- | -------- |
| 1981 | Pop Albums        | 5        |
| 1983 | The Billboard 200 | 129      |

A kislemezek – Billboard (Észak-Amerika)
| Év   | Kislemez                                                                                       | Lista             | Helyezés |
| ---- | ---------------------------------------------------------------------------------------------- | ----------------- | -------- |
| 1981 | De Do Do Do, De Da Da Da                                                                       | Pop Singles       | 10       |
| 1981 | Don't Stand So Close to Me                                                                     | Mainstream Rock   | 11       |
| 1981 | Don't Stand So Close to Me                                                                     | Pop Singles       | 10       |
| 1981 | Driven to Tears                                                                                | Mainstream Rock   | 35       |
| 1981 | Voices Inside My Head/When The World Is Running Down, You Make the Best of What's Still Around | Club Play Singles | 3        |

## Díjak
Grammy-díj
| Év   | Amiért kapták              | Kategória                       |
| ---- | -------------------------- | ------------------------------- |
| 1981 | Behind My Camel            | Legjobb instrumentális rockszám |
| 1981 | Don't Stand So Close to Me | Legjobb rockszám                |